# Goudstuitattila
De goudstuitattila (Attila spadiceus) is een zangvogel uit de familie Tyrannidae (tirannen).

## Verspreiding en leefgebied
Deze soort komt wijdverspreid voor van Midden-Amerika tot het Amazonegebied en telt 12 ondersoorten:
- A. s. pacificus: noordwestelijk Mexico.
- A. s. cozumelae: Cozumel.
- A. s. gaumeri: Yucatán en de nabijgelegen eilanden.
- A. s. flammulatus: van zuidoostelijk Mexico tot El Salvador.
- A. s. salvadorensis: van El Salvador tot noordwestelijk Nicaragua.
- A. s. citreopyga: van Honduras en Nicaragua tot westelijk Panama.
- A. s. sclateri: oostelijk Panama en noordwestelijk Colombia.
- A. s. caniceps: noordelijk en noordelijk-centraal Colombia.
- A. s. parvirostris: noordoostelijk Colombia en noordwestelijk Venezuela.
- A. s. parambae: westelijk Colombia en noordwestelijk Ecuador.
- A. s. spadiceus: van oostelijk Colombia via Venezuela en de Guyana's zuidelijk tot noordelijk Bolivia.
- A. s. uropygiatus: zuidoostelijk Brazilië.

## Status
De grootte van de populatie is in 2019 geschat op 0,5-5 miljoen volwassen vogels. Op de Rode lijst van de IUCN heeft deze soort de status niet bedreigd.